# Guennadi Nizhegoródov
Guennadi Aleksándrovich Nizhegoródov (Odesa, Unión Soviética, 7 de junio de 1977) es un exfutbolista ruso aunque de orígenes ucranianos.

## Clubes
| Club                         | País       | Año         | Partidos | Goles |
| FC Volgar Astrakhan          | Azerbaiyán | 1993 - 1995 | 73       | 1     |
| FC Lokomotiv Nizhni Nóvgorod | Rusia      | 1996 - 1999 | 89       | 0     |
| FC Lokomotiv Moscú           | Rusia      | 2000 - 2004 | 162      | 0     |
| FC Terek Grozny              | Rusia      | 2005        | 15       | 0     |
| FC Shinnik Yaroslavl         | Rusia      | 2006        | 8        | 0     |
| FC Chernomorets Odessa       | Ucrania    | 2006 - 2009 | 69       | 0     |
| SC Rheindorf Altach          | Austria    | 2009 - 2010 | ¿?       | ¿?    |

## Palmarés
FC Lokomotiv Moscú
- Liga Premier de Rusia: 2002, 2004
- Copa de Rusia: 2000, 2001
- Supercopa de Rusia: 2003

- Datos: Q2634686